# 誉の陣太鼓
銘菓・誉の陣太鼓（めいか・ほまれのじんだいこ）は、熊本県を代表する銘菓。熊本県熊本市中央区に本社を置く「お菓子の香梅」が製造販売する。

## 概要
太鼓をかたどった円筒形をしており、小豆餡の中に求肥を包んでいる。ずっしりと重く、一方で甘さは上品でさらりとしている。
使用されている小豆は北海道の契約農家が生産した「ほまれ大納言」で、水は阿蘇山の伏流水を用い、阿蘇山麓にある工場（熊本県西原村）で製造されている。

## 歴史
1958年に販売が開始された。当初は腐敗防止のために表面に砂糖をまぶしていた。
発売から約10年が経過したころに「香梅」の創業者である副島梅太郎は「消費者が甘さ控えめの菓子を好むようになった」と感じたことから製品の改良に乗り出する。
砂糖を減らすだけだと日持ちがしなくなるため、紙とフィルムのパッケージで商品を密閉して殺菌処理し、防腐剤を使わずに製造から60日間の保存を可能とする「紙缶詰製法」を開発し、1981年に特許を取得した。
2001年からは、手軽に食べられるようにサイズを小さくしたものが販売されている。
2016年4月14日に起きた熊本地震で西原村の製造工場が被災したことで、操業停止。当初は「2週間から3週間で操業再開が可能」と見られていたが、4月16日の本震の際に重さ30トンの大型オーブンがずれ、100トンと80トンの貯水タンク2基も損壊した。同年6月に復旧作業を終えて生産を再開した。なお、誉の陣太鼓と並ぶ看板商品である「武者がえし」は同年9月に震災前の3割程度の生産量で再開、小容量品の「特製誉の陣太鼓」は同年10月からの生産再開となった。

## 販売
「陣太鼓くん」というキャラクターを採用して販売している。直営店のほか熊本駅や熊本空港、SAKURA MACHI Kumamotoなどで土産菓子として売られている。ネット通販も行っている。

## 受賞歴
- 1960年 熊本日日新聞社 熊本県観光土産品展創作コンクール 熊日賞[6]
- 1964年 全九州奉納銘菓大展示会 知事賞[6]
- 1965年 全九州山口奉納銘菓大展示会 総裁賞[6]
- 1966年 第3回全菓子工芸大品評会 農林大臣賞[6]
- 1968年 第17回全国菓子大博覧会 大臣賞[6]
- 1973年 第18回全国菓子大博覧会 名誉総裁賞[6]
- 1980年 沖縄奉納銘菓大展示会 名誉総裁賞[6]
- 1987年 菓祖中島神社 名誉総裁賞